# Liga Premier India 2023
La Indian Premier League 2023 (también conocida como Tata IPL 2023 por motivos de patrocinio y a veces denominada IPL 2023 o IPL 16) es la 16.ª temporada de la Indian Premier League, una liga de críquet Twenty20 de franquicias de la India. Está organizada por la Junta de Control de Críquet de la India.

## Administración
Arun Singh Dhumal es el actual presidente de la IPL. El torneo está organizado por el consejo de gobierno de la IPL.

## Fondo
La liga volvió a su formato original de ida y vuelta después de un período de cuatro años. Debido a la pandemia de COVID-19, las tres temporadas anteriores se llevaron a cabo en lugares neutrales. Se están organizando "parques de los fans" en 45 ciudades, eventos que ocurrieron por última vez en 2019, y se llevó a cabo una ceremonia de apertura por primera vez desde la pandemia con actuaciones de Arijit Singh, Tamanna Bhatia y Rashmika . Mandana .

## Equipos participantes
Los mismos 10 equipos de la temporada anterior han regresado con pocos cambios en el personal del equipo.
| Franquicia                  | entrenador en jefe | Capitán        |
| --------------------------- | ------------------ | -------------- |
| Súper reyes de Chennai      | Esteban Fleming    | MS Dhoni       |
| Capitales de Delhi          | ricky ponting      | david warner   |
| Titanes de Gujarat          | Ashish Nehra       | Hardik Pandya  |
| Kolkata Knight Riders       | Chandrakant pandit | Nitish Rana    |
| Supergigantes de Lucknow    | Andy Flower        | Raúl KL        |
| Indios de Bombay            | marca boucher      | Rohit Sharma   |
| Reyes de Punjab             | trevor bayliss     | Shikhar Dhawan |
| Reales de Rajasthan         | Kumar Sangakkara   | Sanju Sansón   |
| Royal Challengers Bangalore | Sanjay Bangar      | Faf de Plessis |
| Amaneceres Hyderabad        | Brian Lara         | Aiden Markram  |

### Cambios personales
En agosto de 2022, Chandrakant Pandit reemplazó a Brendon McCullum como entrenador en jefe de Kolkata Knight Riders . En septiembre, los indios de Mumbai ascendieron a Mahela Jayawardene a un papel estratégico en la franquicia y reclutaron a Mark Boucher como entrenador en jefe a cargo para 2023. En noviembre, Tom Moody fue reemplazado por Brian Lara como entrenador en jefe de Sunrisers Hyderabad . Anil Kumble también fue reemplazado  por Trevor Bayliss como entrenador en jefe de Punjab Kings . 
En noviembre de 2022, Shikhar Dhawan reemplazó a Mayank Agarwal como capitán de Punjab Kings.
La subasta de IPL tuvo lugar el 23 de diciembre de 2022 en Kochi .  El jugador más caro fue Sam Curran, comprado por Punjab Kings por ₹ 18,50 crore que serían 2.3 millones de dólares americanos , lo más pagado por un jugador en la historia de la liga.

## Normas
Se han introducido varias leyes nuevas en esta temporada:
Las cuales se listan de la siguiente manera:
- Una penalización de cinco carreras si ocurre un movimiento injusto por parte de un fildeador o portero cuando se lanza una pelota y antes de que la reciba el bateador. También se declarará bola muerta.[14]
- Los equipos pueden ser declarados después del sorteo.
- Una regla de "Jugador de impacto" que permite a los lados sustituir a un jugador durante un partido de cuatro sustitutos designados.[15]
- Si un equipo no logra lanzar sus 20 overs en el tiempo asignado, solo se permitirán cuatro fildeadores fuera del círculo de restricciones de fildeo durante el resto de las entradas.[14]
- Los equipos pueden revisar las bolas en busca de bolas anchas y no bolas utilizando el Sistema de revisión de decisiones (DRS). Este cambio se utilizó por primera vez durante la Premier League femenina de 2023 .[16]

## Sedes
La etapa de la liga se jugará en 12 sedes de la India, mientras que la fase de playoffs del calendario aún no se ha anunciado. El Estadio de la Asociación de Cricket de Assam, Guwahati, hará su debut en la IPL y albergará los dos primeros partidos en casa de los Rajasthan Royals antes de que jueguen los cinco partidos restantes en casa en el Estadio Sawai Mansingh en Jaipur, mientras que Dharamsala regresará a la IPL. después de diez años y será el anfitrión de los últimos dos partidos en casa de los Punjab Kings después de que jueguen sus primeros cinco partidos en casa en Mohali . Los otros ocho equipos jugarán todos sus partidos como locales en sus estadios tradicionales. Los estadios locales de todos los equipos de la IPL son Ahmedabad, Mohali, Lucknow, Bangalore, Chennai, Delhi, Kolkata, Jaipur y Mumbai. Guwahati y Dharamshala son los 2 nuevos lugares agregados en IPL 2023.  ==
| Ahmedabad                                               | Bangalore                                              | Chennai                                       | Delhi                |
| ------------------------------------------------------- | ------------------------------------------------------ | --------------------------------------------- | -------------------- |
| Titanes de Gujarat                                      | Royal Challengers Bangalore                            | Súper reyes de Chennai                        | Capitales de Delhi   |
| Estadio Narendra Modi                                   | Estadio M. Chinnaswamy                                 | Estadio MA Chidambaram                        | Estadio Arun Jaitley |
| Capacidad: 132.000                                      | Capacidad: 40.000                                      | Capacidad: 50.000                             | Capacidad: 41.000    |
|                                                         |                                                        |                                               |                      |
| Dharamsala                                              |                                                        |                                               | Guwahati             |
| Reyes de Punjab                                         | Reales de Rajasthan                                    |                                               |                      |
| Estadio de la Asociación de Críquet de Himachal Pradesh | Estadio de la Asociación de Críquet de Assam, Guwahati |                                               |                      |
| Capacidad: 23.000                                       | Capacidad: 50.000                                      |                                               |                      |
|                                                         |                                                        |                                               |                      |
| Mohalí                                                  | Jaipur                                                 |                                               |                      |
| Reyes de Punjab                                         | Reales de Rajasthan                                    |                                               |                      |
| Estadio Inderjit Singh Bindra                           | Estadio Sawai Mansingh                                 |                                               |                      |
| Capacidad: 27.000                                       | Capacidad: 30.000                                      |                                               |                      |
|                                                         |                                                        |                                               |                      |
| Calcuta                                                 | Lucknow                                                | Hyderabad                                     | Bombay               |
| Caballeros jinetes de Calcuta                           | Supergigantes de Lucknow                               | Amaneceres Hyderabad                          | Indios de Bombay     |
| Jardines del Edén                                       | Estadio de críquet BRSABV Ekana                        | Estadio Internacional de Críquet Rajiv Gandhi | Estadio Wankhede     |
| Capacidad: 68.000                                       | Capacidad: 50.000                                      | Capacidad: 55.000                             | Capacidad: 33.000    |
|                                                         |                                                        |                                               |                      |

## Formato
Los equipos se dividen en dos grupos (A y B). Cada equipo jugará 7 partidos de local y de visitante. Cada equipo de un mismo grupo jugará una vez entre sí y jugará dos veces con los equipos del otro grupo.

## Crítica
En la temporada actual de IPL, los partidos tardan más en terminar, debido a que los equipos juegan a un ritmo lento. De acuerdo con las reglas de la IPL, una entrada debe completarse en los 90 minutos estipulados, que también incluye dos tiempos muertos estratégicos de 5 minutos, y un partido completo debe finalizar en 3 horas y 20 minutos. Sin embargo, al 5 de abril de 2023, ni una sola entrada había terminado en el período de tiempo mencionado anteriormente. Se supone que los árbitros y los árbitros de los partidos deben penalizar a los equipos que lanzan con un ritmo excesivo lento, pero solo en una ocasión los árbitros de la IPL han sancionado a un equipo.  El jugador de críquet inglés Jos Buttler apeló en Twitter a que los partidos de la IPL deberían acelerarse. Debido a la sobretasa lenta de los distintos equipos, los partidos de esta temporada terminan después de las 11:30 p. m. Los partidos nocturnos de la IPL están programados para comenzar a las 7:30 p. m. y, por lo tanto, deben concluir a las 10:50 p. m.

## Estadísticas y premios

### la mayoría de las carreras
| Faf de Plessis     | Royal Challengers Bangalore | 6 | 6 | 343 | 84              |
| david warner       | Capitales de Delhi          | 6 | 6 | 285 | sesenta y cinco |
| virat Kohli        | Royal Challengers Bangalore | 6 | 6 | 262 | 82 *            |
| Raúl KL            | Supergigantes de Lucknow    | 7 | 7 | 262 | 74              |
| Devon Conway       | Súper reyes de Chennai      | 6 | 6 | 258 | 83              |
| Fuente: IPLT20.com |                             |   |   |     |                 |

| Arshdeep Singh     | Reyes de Punjab             | 7 | 7 | 13 | 4/29  |
| Mohamed Siraj      | Royal Challengers Bangalore | 6 | 6 | 12 | 4/21  |
| Rashid Kan         | Titanes de Gujarat          | 6 | 6 | 12 | 31/03 |
| marca madera       | Supergigantes de Lucknow    | 4 | 4 | 11 | 5/14  |
| Yuzvendra Chahal   | Reales de Rajasthan         | 6 | 6 | 11 | 4/17  |
| Fuente: IPLT20.com |                             |   |   |    |       |

## enlaces externos
- Página web oficial
- IPL 16 on ESPN Cricinfo

- Datos: Q115368075